# Stefanos Kapino
Stefanos Kapino (Atenas, Ática, Grecia, 18 de marzo de 1994) es un futbolista griego que juega de portero en el F. C. Winterthur de la Superliga de Suiza.

## Biografía
Su carrera empezó en un club de aficionados de su país, el Aetos Korydallou, en el año 2007. Con 13 años, el Olympiakos lo recluta para sus categorías inferiores. Kapino llegó a estar entrenando con el club durante dos meses, hasta que finalmente el Panathinaikos acabó cerrando su fichaje por 17 000 euros.
Entra a formar parte de la cantera del PAO y se va abriendo paso muy rápidamente entre el equipo juvenil y el filial sub-20.
En 2011, con sólo 17 años, 5 meses y 30 días, debuta con el primer equipo del Panathinaikos en la jornada 3 de la Super League ante el Atromitos, tras una expulsión del meta titular Orestis Karnezis. Tras su debut en el Athanasios Giachos pasa a convertirse en el portero más joven en debutar en la historia del Panathinaikos.
Una jornada más tarde de su debut, el 16 de octubre de 2011, se convertía en el portero más joven en debutar como titular en el Panathinaikos, tras aparecer en el once inicial ante el Xanthi. Kapino se mantendría en la titularidad durante diez jornadas más en esa temporada 2011/12, destacando su actuación en el derbi ateniense ante Olympiakos, donde dejaría la que posteriormente sería galardonada por la Super League griega como la "Parada de la Temporada".
La venta de Karnezis en verano de 2013 al Udinese italiano dejaría vía libre a Kapino para afianzarse en la titularidad del PAO. En total, completaría 28 jornadas como titular en liga, en la que sería su última temporada con la camiseta del Panathinaikos. Sus buenas actuaciones despertaron el interés de clubes como Reading, Nápoles o Arsenal, aunque finalmente Kapino firmaría en verano de 2014 por el Maguncia 05 alemán, donde pasaba a competir por la titularidad con Loris Karius, actual portero el Liverpool.
Después de disputar apenas 146 minutos en su primer año en Alemania, el meta griego volvería a casa, esta vez para firmar por el máximo rival del Panathinaikos, el Olympiakos. Tras dos temporadas en el equipo del Pireo, Kapino acabó asegurándose la titularidad tras la salida en verano de 2016 del español Roberto Jiménez.

## Selección nacional
El 15 de noviembre de 2011, Kapino debuta con la selección absoluta de Grecia a sus 17 años, 7 meses y 28 días, para convertirse en el jugador más joven en debutar en la historia de la selección de fútbol griega. Su debut, en un amistoso ante Rumanía, sería marcado por la prensa nacional como el inicio de la era del "sucesor de Nikopolidis". Previamente, Kapino siempre había jugado en categorías superiores a las de su edad. En 2009 debutó con la selección sub-17 de Grecia en un amistoso ante Italia, con tan sólo 14 años de edad. En 2011disputó su primer partido con la selección sub-19, mientras que en 2012 y 2013 llegarían respectivamente sus debuts con las selecciones sub-21 y sub-20 del país heleno. A lo largo de la temporada 2011/12, Kapino jugó con las selecciones sub-17, sub-19, sub-21 y absoluta de Grecia.
El 19 de mayo de 2014, el entrenador de la selección griega Fernando Santos, incluyó a Kapino en la lista final de 23 jugadores que representaron a Grecia en la Copa Mundial de Fútbol de 2014 en Brasil.

### Participaciones en Copas del Mundo
| Mundial                        | Sede   | Resultado        |
| ------------------------------ | ------ | ---------------- |
| Copa Mundial de Fútbol de 2014 | Brasil | Octavos de final |

## Clubes
| Club                      | País       | Año       |
| ------------------------- | ---------- | --------- |
| Panathinaikos F. C.       | Grecia     | 2011-2014 |
| 1. FSV Maguncia 05        | Alemania   | 2014-2015 |
| Olympiacos F. C.          | Grecia     | 2015-2018 |
| Nottingham Forest F. C.   | Inglaterra | 2018      |
| Werder Bremen             | Alemania   | 2018-2021 |
| S. V. Sandhausen (cedido) | Alemania   | 2021      |
| Arminia Bielefeld         | Alemania   | 2021-2023 |
| Miedź Legnica             | Polonia    | 2023      |
| Panetolikos               | Grecia     | 2023-2024 |
| F. C. Winterthur          | Suiza      | 2024-     |

## Palmarés

### Títulos nacionales
| Título              | Club             | País   | Año     |
| ------------------- | ---------------- | ------ | ------- |
| Superliga de Grecia | Olympiacos F. C. | Grecia | 2015-16 |
| Superliga de Grecia | Olympiacos F. C. | Grecia | 2016-17 |